# Крёдерен
Крёдерен (норв. Krøderen) — озеро, расположенное в губернии Бускеруд, Норвегия.
Расположено к северу от поселка с таким же именем. Площадь 42 км². Расположено на высоте 132 м над уровнем моря. Наибольшая глубина 119 м. Общая длина береговой линии — 113.81 км. Крупнейшим притоком является река Hallingdal, крупнейшей вытекающей рекой — Snarumselva.